# DRESS (prediaの曲)
DRESS（ドレス）は、日本の女性アイドルグループ・prediaの楽曲。2022年2月23日に同グループ通算18枚目のシングルとして日本クラウン（CROWN GOLDレーベル）からリリースされた。

## 背景とリリース
2010年の結成以来、幾度のメンバーチェンジを経て10年以上にわたり活動を続けてきたprediaのラスト・シングル。2021年11月17日に翌年6月5日付での解散が正式発表され、同年12月24日に本作のタイトルが発表された。
本作は、Type-A（CD+ミュージック・カード：CRCP-10474）・Type-B（CD：CRCP-10475）・Type-C（CD：CRCP-10476）、BOX1（CRZP-52）・BOX2（CRZP-53）の5形態の他、完全数量限定生産による「“predia forever”Special Edition」（CRZP-54）も制作。Special Editionでは「Forever predia」のロゴが描かれたパスケースとスマホリングの他、結成11周年記念日の2021年11月23日に横浜・関内ホールで行われたParty（ライブ）の模様を収めた48ページのフォトブック、メジャーデビュー以降の告知ポスターなどがデザインされたフォトカードが収められている。

## チャート成績
発売当日のオリコンデイリーシングルチャートとタワーレコードの全店総合シングルチャートでは1位に入り好調な出だしとなったが、同年3月7日付のオリコン週間シングルチャートでは、『美しき孤独たち』（2014年12月17日発売）の3位を上回る2位に、Billboard Japanでは最高3位となり、“週間シングルチャート1位を飾る”という夢を果たすことなく、prediaは解散した。

## シングル収録トラック
トラックはType-A・B・C共に同一だが、ジャケットデザインが異なる。
| #         | タイトル                | 作詞                    | 作曲                           | 編曲      | 時間  |
| --------- | ----------------------- | ----------------------- | ------------------------------ | --------- | ----- |
| 1.        | 「DRESS」               | 栗原暁 （Jazzin' park） | 栗原暁 （Jazzin' park） 前田佑 | 前田佑    | 3:31  |
| 2.        | 「MUSIC」               | 渡辺未来                | 渡辺未来                       | 渡辺未来  | 3:55  |
| 3.        | 「DRESS」(Instrumental) |                         | 栗原暁 （Jazzin' park） 前田佑 | 前田佑    | 3:31  |
| 4.        | 「MUSIC」(Instrumental) |                         | 渡辺未来                       | 渡辺未来  | 3:55  |
| 合計時間: | 合計時間:               | 合計時間:               | 合計時間:                      | 合計時間: | 14:52 |